# Mindaugas Stakvilevičius
Mindaugas Stakvilevičius (* 24. Juli 1931 in Stebuliai, Rajongemeinde Lazdijai) ist ein litauischer Politiker und Mitglied des Seimas.

## Leben
Nach dem Abitur 1950 am Gymnasium Pagėgiai absolvierte er das Studium der Physik von 1950 bis 1956 an der Universität Moskau, das er mit der Promotion abschloss.
Von 1956 bis 1989 lehrte er in den Schulen der Rajongemeinde Šiauliai, und von 1956 bis 1992 am Šiaulių pedagoginis institutas.
Von 1990 bis 1992 und von 1992 bis 1996 war er Mitglied des Seimas (als Mitglied der Lietuvos demokratinė darbo partija).
Von 1996 bis 2000 war er Dozent an der Šiaulių universitetas und lehrte an der Šiaurės Lietuvos kolegija in Šiauliai. Von 2003 bis 2011 war er Mitglied im Rat der Stadtgemeinde Šiauliai.
Er war Mitglied von KPdSU, LDDP und Lietuvos socialistų partija (seit 1996, von 1997 bis 2006 Vorsitzender).